# Aillant-sur-Tholon
Aillant-sur-Tholon è un comune francese di 1 458 abitanti situato nel dipartimento della Yonne nella regione della Borgogna-Franca Contea.

## Società

### Evoluzione demografica
Abitanti censiti